# Novelty-Song
Ein Novelty-Song (engl. Novelty Song, von englisch novelty ‚Novität‘) ist ein Musikstück, das in seinem Sound, Arrangement, Text oder seiner Vortragsform als Abweichung vom Standard empfunden wird und humorvolle oder Nonsens-Themen beinhaltet. Dabei ist unerheblich, ob das Lied absichtlich mit herkömmlichen und gewohnten Stilelementen bricht oder ob es erst innerhalb eines anderen Kontextes zur Neuheit wurde.

## Geschichte
Novelty-Songs waren eines der wichtigsten Genres der Tin-Pan-Alley-Phase ab etwa 1907 in den USA. In seinem Buch über Irving Berlin widmet Charles Hamm einen großen Abschnitt den Novelty-Songs und teilt sie auf in städtische, musikalische und ethnische Novelty-Songs; textlich beinhalte der Novelty-Song amüsante oder provokative Passagen. Isaac Goldberg spricht 1961 von komischen Balladen, die man hört, aber meist nicht selbst singen würde. Der Vorläufer der heutigen Charts, Your Hitparade, teilte Musikstücke ab dem 20. April 1935 in die Kategorien Balladen, rhythmische Balladen und Novelty-Songs ein.
Die letztgenannte Kategorie beinhaltete komische Songs wie Yes! We Have No Bananas von Billy Jones (April 1923; über den Bananenmangel), den Kinderschlager How Much is That Doggie in the Window? von Patti Page (Januar 1953), Nonsens-Stücke wie Mairzy Doats von den Merry Macs (März 1944) oder Soundeffekte wie in Quiet Village von Martin Denny (April 1959).

## Weitere Beispiele
Auch die Furcht vor außerirdischen Einflüssen wurde in der Popmusik thematisiert. So griff The Flying Saucer von Buchanan & Goodman (August 1956) den weitverbreiteten Glauben an fliegende Untertassen in Form von – thematisch passenden – Samplings großer Hits auf, Sheb Wooleys Purple People Eater (Juni 1958) handelt vom einäugigen, einhörnigen lila Menschenfresser, der in einer Rock-’n’-Roll-Band spielen möchte. Jugendprobleme mit Eltern oder Lehrern führten zu amüsanten Texten wie in Yakety Yak (Juni 1958) oder Charlie Brown (Februar 1959) von den Coasters. Diese beiden Novelty-Songs zeigten, dass diese Art von Liedern die Entwicklung eines neuen Musikstils durchaus fördern konnte.
Comedians wie Allan Sherman, Stan Freberg oder Peter Sellers galten als authentische Interpreten für Novelty-Songs. Peter Sellers nahm mit Sophia Loren das Duett Goodness Gracious Me (Oktober 1960) über das Verhältnis eines indischen Arztes zu seiner englischen Patientin auf. Allan Shermans Hello Muddah, Hello Fadduh (August 1963) baute auf der Melodie von Amilcare Ponchiellis Tanz der Stunden auf und behandelt den Brief eines Jungen aus dem fiktiven Feriencamp Camp Granada an seine Eltern, in dem sich der Kleine über das Wetter, schlechtes Essen und das Aufsichtspersonal beschwert. 
Napoleon XIV überraschte mit seinem One-Hit-Wonder They’re Coming to Take Me Away, Ha-Haaa! (Juni 1966), als er wegen eines entlaufenen Hundes wahnsinnig und vom Irrenhaustransport abgeholt wird. Snoopy Vs. The Red Baron von den Royal Guardsmen (November 1966) erzählt die Geschichte des Hundes Snoopy aus der Comicserie Die Peanuts, der gegen Baron von Richthofen kämpft und ihn besiegt.
Weird Al Yankovic ist einer der wichtigsten Parodisten der neueren Popkultur. Insbesondere seine Wortspiele auf bekannte Hits wie Eat It (für Beat It; März 1984) oder Like a Surgeon (für Like a Virgin; Juni 1985) waren Beispiele parodistischer Leistungen innerhalb der Novelty-Songs.

## Wirkung
Novelty-Songs unterschieden sich im Arrangement, Text, Instrumentierung oder durch Hinzufügung von ungewöhnlichen Soundeffekten von anderen Musikstücken. Durch ihre Abweichung vom Standard der üblichen Popmusik wird eine breite Öffentlichkeit auf sie aufmerksam. Dies hat vielen der erwähnten Hits große Popularität verschafft, weil ihre lustigen Texte die Hörer zum Lachen brachten; manche Hits wurden sogar zum Millionenseller.